# Rāmānanda
Rāmānanda, nome completo Swami Rāmānanda (Allahabad, 1400 – Varanasi, 1476), è stato un filosofo indiano.

## Biografia
Rāmānanda fondò il bakhtimārga, corrente che teorizzava la salvezza attraverso una Via della Devozione e teorizzava la presenza di un dio che si manifestava casualmente all'uomo. Fu devoto soprattutto al dio guerriero Rāma.